# Messier 48
Messier 48 (také M48 nebo NGC 2548) je rozsáhlá otevřená hvězdokupa v souhvězdí Hydry. Objevil ji Charles Messier 19. února 1771. Hvězdokupa je od Země vzdálená okolo 1 500 světelných let a její věk se odhaduje na 300 milionů let.

## Pozorování

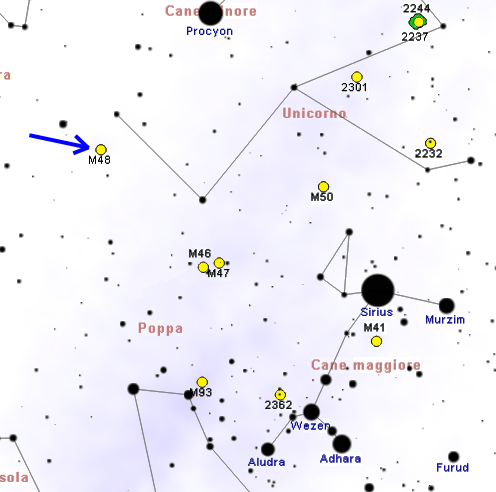
Poloha M 48 v souhvězdí Hydry

M48 se nachází v oblasti oblohy bez výrazných hvězd nebo jiných objektů, ale přesto je to poměrně snadný objekt k nalezení díky její velké jasnosti. Leží přibližně 14° jihovýchodně od jasné hvězdy Prokyon (α CMi) s magnitudou 0,34 a 3,5° jihozápadně od nápadné trojice hvězd, z nichž nejjasnější je C Hydrae (30 Mon). Za příznivých atmosférických podmínek je vidět pouhýma očima jako velmi slabý světlý kotouček, zatímco již malý dalekohled umožní pozorovat přibližně padesát hvězd. I pomocí triedru je možné rozeznat některé její nejjasnější hvězdy, ovšem v amatérském astronomickém dalekohledu malých rozměrů se počet viditelných hvězd znásobí až na několik desítek. Hvězdokupa je tak rozsáhlá, že se stěží vejde do zorného pole dalekohledu.
M48 se nachází na jižní nebeské polokouli, ale je tak blízko nebeskému rovníku, že je pozorovatelná ze všech, i těch nejsevernějších,  obydlených oblastí Země. Nejvhodnější období pro její pozorování na večerní obloze je od konce prosince do května.

## Historie pozorování
Hvězdokupu objevil Charles Messier 19. února 1771, udělal ovšem chybu při výpočtu souřadnic a tuto chybnou hodnotu zapsal do svého katalogu, takže hvězdokupa byla až do roku 1959 považována za chybějící objekt. T. F. Morris však v roce 1959 tuto chybu odhalil a vysvětlil, že objekt M48 je totožný s objektem označeným jako NGC 2548. Thomas William Webb tento objekt popsal jako téměř rovnoměrnou skupinku hvězd deváté magnitudy s mnoha dalšími slabšími hvězdami.

## Vlastnosti
Hvězdokupa se nachází přibližně ve vzdálenosti 1 500 světelných let od Země a obsahuje asi 80 hvězd do 13. magnitudy, z nichž asi 50 je viditelných i triedrem nebo malým dalekohledem. Hustý střed hvězdokupy má rozměr přes 30' a celkový průměr hvězdokupy včetně okrajových oblastí je 54', takže její skutečný průměr je asi 23 světelných let. Prameny udávající její rozměr jako 54', tedy včetně okrajových oblastí, většinou uvádí její magnitudu 5,5. Některé ovšem počítají pouze s hustým středem hvězdokupy, udávají tedy rozměr hvězdokupy pouze 30' a tomu odpovídající menší magnitudu 5,8.
Nejžhavější hvězda je spektrální třídy A2 s magnitudou 8,8 a zářivostí 70 svítivostí Slunce. Dále hvězdokupa hostí tři žluté obry spektrální třídy G a K. Stáří hvězdokupy se odhaduje na 300 milionů let, což je střední věk tohoto typu objektů. Při její vzdálenosti 1 500 světelných let od Země patří do stejného spirálního ramene Galaxie jako Země, tedy do ramena Orionu.